# MCEM 2
MCEM 2 (англ. Machine Carbine Experimental Model 2 — автоматический карабин экспериментальный, модель 2) — пистолет-пулемёт, созданный лейтенантом Подсенковским в Великобритании в 1944 году в качестве потенциальной замены STEN. В серию запущен не был. MCEM 2 может считаться вторым пистолетом-пулемётом с пистолетной компоновкой (пистолетная рукоятка совмещена с приёмником магазина) после пистолета-пулемёта Намбу первого образца (Nambu Type 1).

## Описание
Затвор состоит из полуцилиндра длиной 216 мм, сзади которого находится ударник, во время выстрела затвор покрывает весь ствол целиком. Над дульной частью находится прорезь для пальца, благодаря ему стрелок может отодвинуть затвор для взведения. Из-за очень высокого темпа стрельбы устойчивость оружия невысока.
Трёхпозиционный предохранитель-переводчик режимов стрельбы расположен справа на корпусе УСМ. Стрельба ведётся с открытого затвора. MCEM 2 комплектуется кобурой, выполняющей также роль съёмного приклада (аналогичное решение было применено позднее в автоматическом пистолете Стечкина).